# Saint-Germain-la-Poterie
Saint-Germain-la-Poterie è un comune francese di 443 abitanti situato nel dipartimento dell'Oise della regione dell'Alta Francia.

## Società

### Evoluzione demografica
Abitanti censiti